# Catherine Gabriel

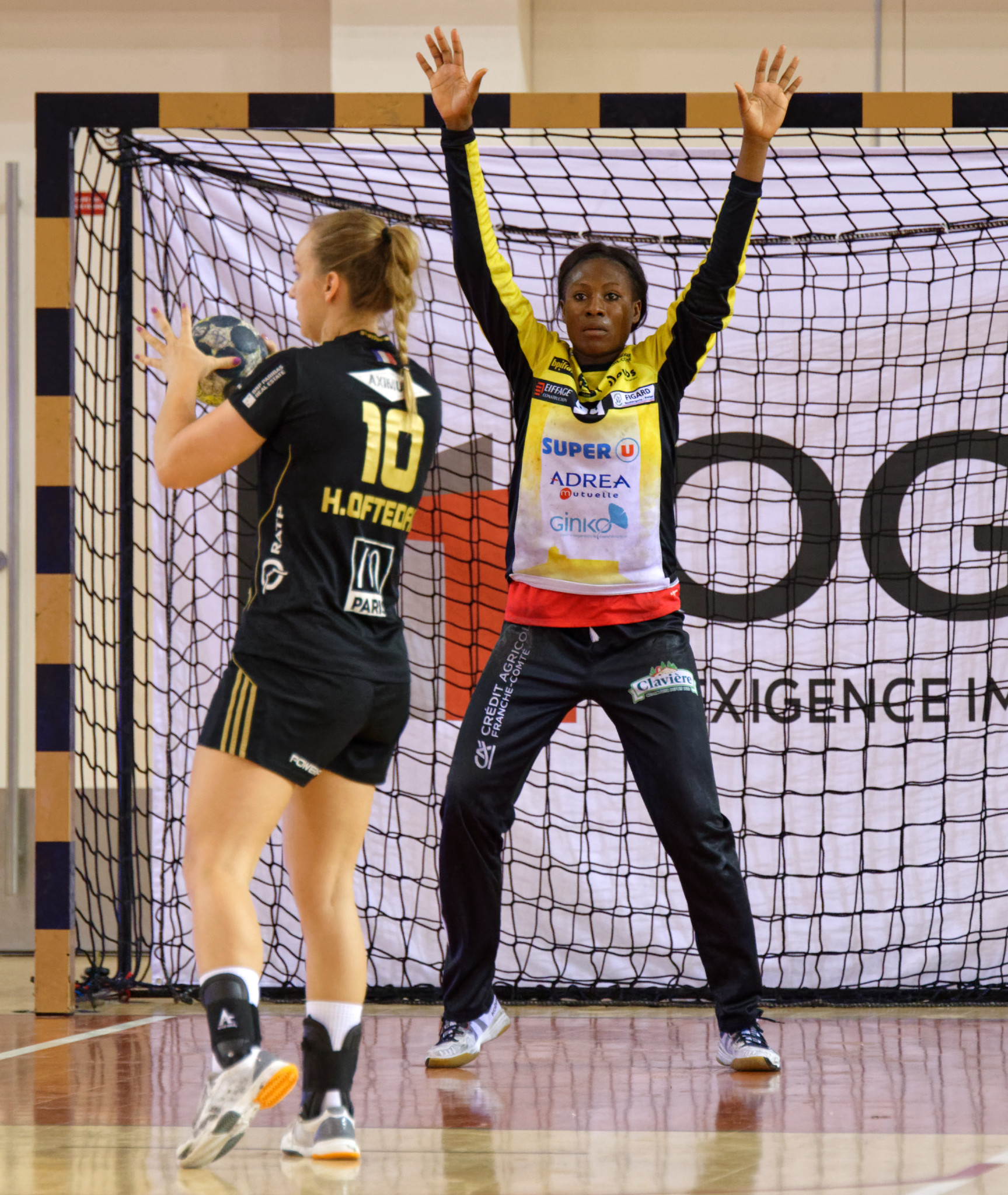
Catherine Gabriel sur un jet de 7m, le 3 juin 2017.

Catherine Gabriel, née le 4 septembre 1994 à Yaoundé au Cameroun, est une joueuse de handball internationale française évoluant au poste de gardienne de but.

## Biographie
Catherine Gabriel est issue du centre de formation de l'ASCAP à Sochaux-Montbéliard puis de l'ES Besançon.
À l'été 2014, elle participe au Championnat du monde junior avec l'équipe de France, qu'elle termine à la cinquième place.
En octobre 2014, après les forfaits d'Amandine Leynaud et Cléopâtre Darleux, elle est appelée en équipe de France pour participer à la Golden League,, mais n'entre pas en jeu.
En février 2017, à l'occasion de la convocation d'une équipe de France A', elle est appelée par Olivier Krumbholz, sélectionneur national, à participer à un stage concomitant à l'étape de mars de la Golden League. Troisième gardienne de l'équipe de France A championne du monde en 2017 puis au championne d'Europe en 2018, elle n'est toutefois jamais alignée sur une feuille de match.
Pour la saison 2018-2019, elle s'engage avec le Nantes Atlantique Handball.
Le 31 octobre 2018, elle est sanctionnée pour la première fois de sa carrière à cause d’une très grosse faute sur l’ailière de Paris 92, Veronika Malá.

## Palmarès

### En sélection
- 5e du championnat du monde junior 2014
- 13e du championnat du monde 2019

### En club
compétitions nationales
- championne de France de 2e division en 2015 (avec l'ES Besançon)